# Захарна тръстика
 Тази статия е за техническата култура.  За българското село вижте Тръстика (село).  За други значения вижте Тръстика.
Захарната тръстика (Saccharum) е род многогодишни тревисти, многостеблени растения от семейство Житни (Poaceae). Отглежда се в тропичните и част от субтропичните райони. Благородната захарна тръстика (Saccharum officinarum) се отглежда главно в Индия, Куба и Бразилия. Създадени са нейни хибридни сортове, чиято захарност достига до 26%. Тя има твърди влакнести стъбла, които в суров вид могат да се дъвчат, при което отделят сок. Меласата от захарна тръстика се използва за производство на ром, влакнестите стъбла — за хартия, биогориво като биоетанол или храна за животни.

## Видове
- Saccharum spontaneum
- Saccharum robustum
- Saccharum officinarum
- Saccharum barberi
- Saccharum sinense
- Saccharum edule